# تیوسیانات سرب (II)
تیوسیانات سرب(II) (به انگلیسی: Lead(II) thiocyanate) با فرمول شیمیایی Pb(SCN)۲ یک ترکیب شیمیایی با شناسه پاب‌کم ۱۱۶۱۶ است. که جرم مولی آن 323,3648 g/mol می‌باشد. شکل ظاهری این ترکیب، پودر سفید یا زرد روشن است.